# Yves Steinmetz
Yves Steinmetz est un voyageur et écrivain québécois d'origine belge, né à Jadotville au Congo belge (aujourd'hui Likasi en République démocratique du Congo) le 26 mars 1943 et mort le 16 octobre 2011.
Voyageur à travers les pays, les cultures et les idées. Né en Afrique centrale, il s’imprègne pendant seize ans de culture bantoue. Il en gardera un penchant accusé pour le merveilleux et la magie. Il étudie neuf ans en Europe, visitant de nombreux pays et s’initiant à plusieurs formes d’expression artistique : dessin, musique, littérature.
À vingt-cinq ans, il découvre le Québec et s’y installe, non sans quelques fugues du côté de l’Afrique et de l’Australie. Touche-à-tout, il rencontre Yves Gagnon et fonde avec lui le Festival de la chanson de Granby (Québec). Simultanément, il entame une carrière d’autodidacte : musique ancienne, dessin, horticulture, lutherie…
Toutes ses expériences artistiques le ramèneront inlassablement à la littérature. En 2004, il se lance dans l'aventure de l’édition. Quatre ans plus tard, il en est à sept romans en librairie.

## Œuvres
- Suzanne, ouvre-toi, la Paix  (ISBN 2-89599-013-1)
- Votez Gilbarte, la Paix  (ISBN 2-89599-005-0)
- Mélodie et la Fontaine, la Paix  (ISBN 2-89599-008-5)
- Le clan Rodriguez, la Paix  (ISBN 2-89599-036-0)
- Bénigne et Robert, Messagers des Étoiles  (ISBN 2-923419-06-5)
- Calme-toi, Frédéric !, As  (ISBN 978-2-923369-05-1) (OCLC 137231292)
- Mais où est passé Anatole ?, As  (ISBN 2-923369-06-8)
- Fiona ! Tu exagères !, As  (ISBN 978-2-923369-07-5) (OCLC 212430487)
- La Cité De Verre  (ISBN 978-2-89633-205-2)